# Garnet Richardson
Garnet Richardson (Stoughton, 6 novembre 1933 – Regina, 21 gennaio 2016) è stato un giocatore di curling canadese.

## Biografia
Vinse quattro edizioni dei campionati mondiali di curling:
- 1959, con Arnold Richardson, Ernie Richardson e Wes Richardson.[1]
- 1960, con Arnold Richardson, Ernie Richardson e Wes Richardson;
- 1962, con Arnold Richardson, Garnet Richerdson e Wes Richardson;
- 1963, con Arnold Richardson, Garnet Richerdson e Mel Perry.